# Большая Николаевка
Большая Николаевка — деревня в Шумихинском районе Курганской области. До преобразования в июле 2020 года муниципального района в муниципальный округ входила в состав Стариковского сельсовета.

## История
До 1917 года входила в состав Карачельской волости Челябинского уезда Оренбургской губернии. По данным на 1926 год состояла из 246 хозяйств. В административном отношении входила в состав Стариковского сельсовета Шумихинского района Челябинского округа Уральской области.

## Население
| 1989 | 2002 | 2010 |
| ---- | ---- | ---- |
| 169  | ↘152 | ↘99  |

По данным переписи 1926 года в деревне проживало 1324 человека (609 мужчин и 715 женщин), в том числе: русские составляли 100 % населения.